# لوران كيلر
لوران كيلر (ولد في 28 فبراير 1961) هو عالم بيولوجي تطوري سويسري وطبيب في المايكرولوجي ومؤلف. منذ عام 1996، أصبح بروفيسور في جامعة لوزان..

## الحياة والدراسات والمهنة
ولد ونشأ في الجزء الناطق بالفرنسية من سويسرا (Romandy)، وقد أنجز دراساته في علم الأحياء في جامعة لوزان (درجة البكالوريوس والماجستير والدكتوراه)، وبعد ذلك أصبح باحثًا مشاركًا في مختبر علم الحشرات التابع لجامعة باول سوباتير (في تولوز، فرنسا)، ومن ثم زميل ما بعد الدكتوراة في جامعة لوزان، و أصبح بعدها باحث بعد الدكتوراه في متحف علم الحيوان المقارن في جامعة هارفارد، و أصبح مرة أخرى باحث ما بعد الدكتوراه في جامعة لوزان.
وفي وقت لاحق، تم ترشيحه بروفيسور مشارك في علم البيئة في جامعة لوزان في عام 1996، حيث أصبح فيما بعد رئيس معهد علم البيئة (1998)، ثم تمت ترقيته إلى بروفيسور كامل في علم البيئة التطوري (Evolutionary ecology) ورئيس قسم البيئة والتطور. (في عام 2000)، وهي المناصب التي ظل يحتفظ بها منذ ذلك الحين.
منذ أغسطس 2013، هو «الرئيس المنتخب» للجمعية الأوروبية لعلم الأحياء التطوري (European Society for Evolutionary Biology). وأصبح رئيس الجمعية منذ عام 2015.
وهو عضو في هيئة تحرير مجلة علم الأحياء الحالي (Current Biology).

## مساهماته
تشمل مساهماته أكثر من 180 مقالة علمية في المجلات التي يراجعها الأقران، وفصول الكتب في الكتب المدرسية العلمية، وثلاثة كتب مثل:
- Le monde des fourmis. 2006. L. Keller & E. Gordon, Odile Jacob, Paris, 303 pp.
- Levels of Selection in Evolution. 1999. L. Keller (ed.), Princeton University Press, Princeton, 318 pp.
- Queen Number and Sociality in Insects. 1993. L. Keller (ed.), Oxford University Press, Oxford, 439 pp.

## روابط خارجية
- قالب:HelveticatSwiss National Library
- Ant genomics base database developed by Keller group members in collaboration with Swiss Institute of Bioinformatics
- Keller Research Group at the Department of Ecology and Evolution of the University of Lausanne.
- Department of Ecology and Evolution, University of Lausanne.
- School of Biology of the Faculty of Biology and Medicine, University of Lausanne.
- Faculty of Biology and Medicine, University of Lausanne.
- University of Lausanne, Switzerland.